# Nagyszénás
Nagyszénás est un village et une commune du comitat de Békés en Hongrie.

## Géographie
D'une population de 4900 habitent en 2015, le village fait partie du district de Oroshaza.

## Villes jumelées
Le village n'est pas jumelés.